# Karl Busäus
Karl Busäus, auch Busaeus, (* 3. Dezember 1714 in Mainz; † 1782 in Bamberg) war ein deutscher Jesuitenpater, Theologe und Hochschullehrer.

## Leben
Busäus’ frühe Ausbildung ist unbekannt. Am 12. Juli 1733 trat er in den Jesuitenorden ein. Er wurde zum Priester geweiht und zum Doctor theologiae promoviert. Er erhielt eine Professur der Theologie an der Universität Fulda. Dort blieb er bis 1758. Anschließend ging er an die Academia Bambergensis.
Busäus wurde dort sowohl Professor als auch Präfekt der oberen Schulen sowie Kanzler der Universität. In den Jahren von 1764 bis 1768 hatte er das Rektorenamt der Hochschule inne, außerdem leitete er als Rektor auch das Bamberger Jesuitenkolleg. Nach der Auflösung des Jesuitenordens 1773 blieb er mit einer größeren Zahl ehemaliger Ordensbrüder in Bamberg.

## Schriften (Auswahl)
- De collatis Novatorum methodis cum Aristotelica, Würzburg 1751.
- De Verbi Divini Incarnatione, Dempter, Fulda 1758.
- De sacramentis in genere ac baptismo, confirmatione & eucharistia in specie, Klietsch, Bamberg 1759.
- De magno pietatis sacramento, Klietsch, Bamber 1766.